# AOL (internet)
 For alternative betydninger, se AOL. (Se også artikler, som begynder med AOL)
AOL Inc. (markedsført som Aol.; fork. for America Online, som tidligere var navnet) er en amerikanskbaseret internetudbyder og medievirksomhed, som bl.a. driver hjemmesider og tilbyder online produkter og services. Blandt selskabets mest populære produkter er en onlinebaseret programpakke kaldet AOL, som da den var på sit højeste havde 30 millioner brugere. AOL har hovedsæde på Broadway i New York City og omsætter for ca. 2,2 mia. amerikanske dollars (2011) og beskæftiger 5.560 ansatte.
Virksomheden blev grundlagt i 1983 som Control Video Corporation og antog først i 1991 det nuværende navn. Fra 2000 til 2009 udgjorde AOL og Time Warner ét selskab, AOL Time Warner, hvorefter selskaberne atter blev to selvstændige virksomheder.
AOL har aldrig drevet forretning i Danmark i nævneværdigt omfang, men er nok mest kendt for chat-programmet AOL Instant Messenger, der minder om MSN Messenger og ICQ. I et forsøg på at udvide forretningsområdet har AOL d. 15. januar 2006 budt ca. 5.000.000.000 DKK for svenske TradeDoubler.